# Carte de presse au Bénin
Pour un article plus général, voir Carte de presse.
La carte de presse au Bénin, est une carte d'identité professionnelle qui permet au journaliste professionnel de prouver son activité, d'accéder plus facilement à des lieux qui lui servent à obtenir des informations (salles de presse, bureaux officiels, musées, etc.) et de faire valoir son droit à la protection sociale prévue par le statut de journaliste professionnel créé  la Loi n° 2015-07 portant code de l’information et de la communication en République du Bénin.
Contrairement en France, l’exercice du journalisme au Bénin ne peut être exercé librement par n’importe quelle personne sans que celle-ci ne soit titulaire d‘un diplôme spécifique et détenir d'une carte de presse un document obligatoire pour pratiquer le métier de journaliste au Bénin conformément au chapitre la Loi n° 2015-07 portant code de l’information et de la communication en République du Bénin.

## Conditions d'attribution de la carte professionnelle
Ils doivent, conformément à la Décision n° 13-015/HAAC du 25 avril 2013 être titulaires :
- d’un diplôme d’une Institution Supérieure dispensant une formation en journalisme (Université, Ecole, Institut, etc.) ayant au moins un (01) an de pratique dans les médias ;
- d’un diplôme de troisième Cycle, de Maîtrise, de Licence ou de tout autre diplôme équivalent ayant au moins deux (02) ans de pratique dans les médias ;
- d’un diplôme de premier Cycle universitaire (deux ans après le Baccalauréat) ayant au moins trois (03) ans de pratique dans les médias ;
- du Baccalauréat ou autre diplôme équivalent ayant au moins cinq (05) ans de pratique dans les médias ;
- du Brevet d’Etudes du Premier Cycle ou de tout autre diplôme équivalent ayant au moins huit (08) ans de pratique dans les médias ;
- du Certificat d’Etudes Primaire ou de tout diplôme équivalent ayant au moins douze (12) ans de pratique dans les médias ;

Sont aussi concernés :
- les personnes n’ayant aucun diplôme académique mais ayant totalisé au moins quinze (15) ans de pratique dans les médias.
- les professionnels des médias admis à la retraite s’ils en font la demande ;
- les correspondants permanents béninois exerçant sur le territoire national pour le compte d’un organe de presse étrangère et les correspondants permanents non béninois exerçant sur le territoire national bénéficiant de la carte d’accréditation.

## Pièces à fournir lors de la première demande
- une demande adressée au Président de la Haute
- La demande indique les qualifications professionnelles du postulant et précise que le journalisme est bien sa profession principale et qu’il en tire l’essentiel de ses ressources.
- Elle doit obligatoirement comporter l’engagement du requérant de faire connaître à la Haute Autorité de l’audiovisuel et de la communication (HAAC) tout changement qui pourrait entraîner une modification de ses déclarations antérieures ;
- un extrait de casier judiciaire datant de moins de trois (03) mois ;
- une copie légalisée du ou des diplôme(s) obtenu(s) par le requérant ou la requérante, ou à défaut, leurs attestations légalisées ;
- deux (02) photos d’identité (Pas de photos bijou) ;
- un récépissé des frais d’étude de dossier fixé à Cinq Mille (5.000) francs CFA à retirer à la Direction Administrative et Financière de la HAAC à Cotonou ou dans les Antennes Régionales à Parakou, Natitingou, Abomey, Lokossa et Allada ;
- un certificat de travail signé par l’employeur précisant la durée, l’activité du postulant et ses qualifications professionnelles (pour les pigistes, une déclaration sur l’honneur appuyée d’une attestation du dernier employeur du secteur de la presse; pour les professionnels des médias honoraires, l’acte administratif de mise à la retraite est requis);
- une enveloppe timbrée à l’adresse du postulant.

Pour les professionnels des médias non titulaires de diplômes spécialisés dans une profession des médias (diplôme professionnel délivré par une école agréée par l’Etat), ils doivent joindre obligatoirement à leur dossier les documents ci-après :
Pour les journalistes de la presse écrite : au moins vingt (20) publications dont douze (12) reportages, quatre (04) enquêtes et quatre (04) productions relevant d’autres genres rédactionnels ;
- Pour les journalistes de l’audiovisuel : au moins vingt (20) productions diffusées dont douze (12) reportages, quatre (04) enquêtes et quatre (04) productions relevant d’autres genres rédactionnels ;
- Pour les graphistes : la preuve matérielle de leurs prestations durant au moins cinq (05) ans de suite ;
- Pour les photo-reporters et les dessinateurs de presse : la preuve matérielle de leurs prestations sur au moins cinq (05) années consécutives;
- Pour les techniciens de l’audiovisuel : la preuve matérielle de leurs prestations sur au moins quatre (04) ans portant sur l’enquête, le reportage, la production grand public et/ou la tenue d’antenne ;
- Pour les pigistes : une déclaration sur l’honneur appuyée d’une attestation du dernier employeur du secteur de la presse, plus trois (03) lettres de recommandation signées par des professionnels des médias ayant au moins quinze (15) ans d’expérience et détenteurs de la carte de presse.
- Cette attestation doit indiquer les qualifications professionnelles du postulant et préciser que le journalisme est bien sa profession principale et qu’il en tire l’essentiel de ses ressources.
- Pour les professionnels honoraires des médias, l’acte administratif de mise à la retraite est requis.